# Atlanta Knights
Atlanta Knights – nieistniejący amerykański klub hokejowy z siedzibą w Atlancie. Istniał w latach 1992–1996. Klub występował w International Hockey League.

## Sukcesy
- Turner Cup – mistrzostwo IHL: 1994